# (466421) 2013 TH17
(466421) 2013 TH17 es un asteroide perteneciente al cinturón de asteroides, descubierto el 2 de diciembre de 2008 por el equipo Spacewatch desde el Observatorio Nacional de Kitt Peak (Arizona, Estados Unidos).